# L'Anniversaire de la révolution
Pour plus de détails, voir Fiche technique et Distribution.
L'Anniversaire de la révolution (Godovchtchina revolioutsii, Годовщина революции) est un film muet soviétique non fictionnel de 1918 monté par le réalisateur Dziga Vertov à partir d'images d'actualités pour le premier anniversaire de la Révolution d'Octobre et qui est devenu son premier film. Le film a longtemps été considéré perdu et n'a été restauré dans sa forme originale qu'en 2018 par l'historien du cinéma Nikolai Izvolov (ru).
Une première projection spéciale du film a eu lieu le 20 novembre 2018 au Festival international du film documentaire d'Amsterdam (IDFA). Le 7 septembre 2019, la première moscovite du film a eu lieu au cinéma Oktyabr, et à partir du 12 septembre, le film est sorti avec le soutien du projet KARO.Art.

## Synopsis
Le film est une compilation de chroniques tirées des magazines de cinéma Russie libre, Kinonedelya et autres. Les scènes du film retracent l'histoire du changement de pouvoir en Russie entre février 1917 et novembre 1918 : la révolution de Février, l'organisation du gouvernement provisoire, la conférence d'État à Moscou en août 1917, la révolution socialiste d'octobre à Petrograd, les événements d'octobre de la même année à Moscou, la dispersion de l'Assemblée constituante, le traité de Brest-Litovsk, le début de la guerre civile, la prise de Kazan, le voyage de Léon Trotski sur la Volga, les premières communes ouvrières. La partie du film intitulée « Le cerveau de la Russie soviétique » présente une galerie des chefs d'État de l'époque. L'un des épisodes du film met en scène Vassili Tchapaïev.

## Fiche technique
- Titre français : L'Anniversaire de la révolution[5]
- Titre original : Годовщина революции, Godovchtchina revolioutsii
- Réalisation : Dziga Vertov
- Pays de production :  RSFS de Russie
- Société de production : Grinberg
- Format : Noir et blanc - muet
- Durée : 121 minutes
- Genre : actualités, film documentaire
- Dates de sortie :
  - République socialiste fédérative soviétique de Russie : 1918

## Distribution
- Alexandre Kerenski
- Vladimir Lénine
- Léon Trotski